# Artemisia nitida
Artemisia nitida là một loài thực vật có hoa trong họ Cúc. Loài này được Bertol. mô tả khoa học đầu tiên năm 1832.